# Gråviolett bandfly
Gråviolett bandfly, Noctua janthina, är en fjärilsart som beskrevs av Michael Denis och Ignaz Schiffermüller, 1775. Gråviolett bandfly ingår i släktet Noctua och familjen nattflyn. Arten  har livskraftiga, LC, populationer i både Sverige och Finland. Artens primära livsmiljö är hedar och ängar, framför allt torra ängar. två underarter finns listade i Catalogue of Life, Noctua janthina algirica Oberthür, 1918 och Noctua janthina intermedia Rothschild, 1920 Gråviolett bandfly är svår att skilja från de närbesläktade brunviolett bandfly och bronsbandfly. De tre arterna kan bara skiljas åt genom att lägga samman flera olika karaktärer och hänsyn behöver tas till kön, tid på året och geografisk plats. Preparering och undersökning av genitalier är ofta nödvändigt för artbestämning av dessa arter.

## Bildgalleri

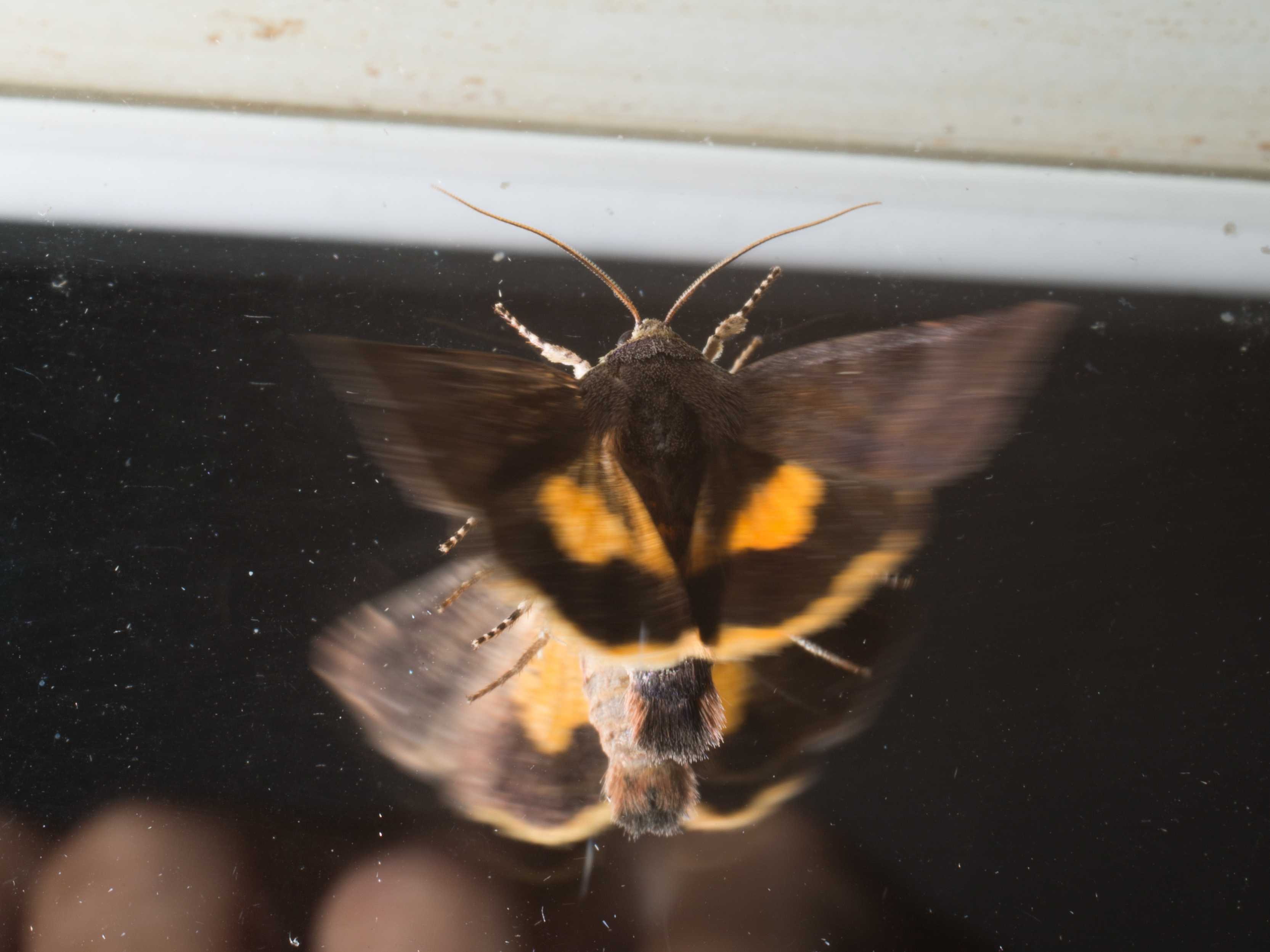
Flygande imago fjäril
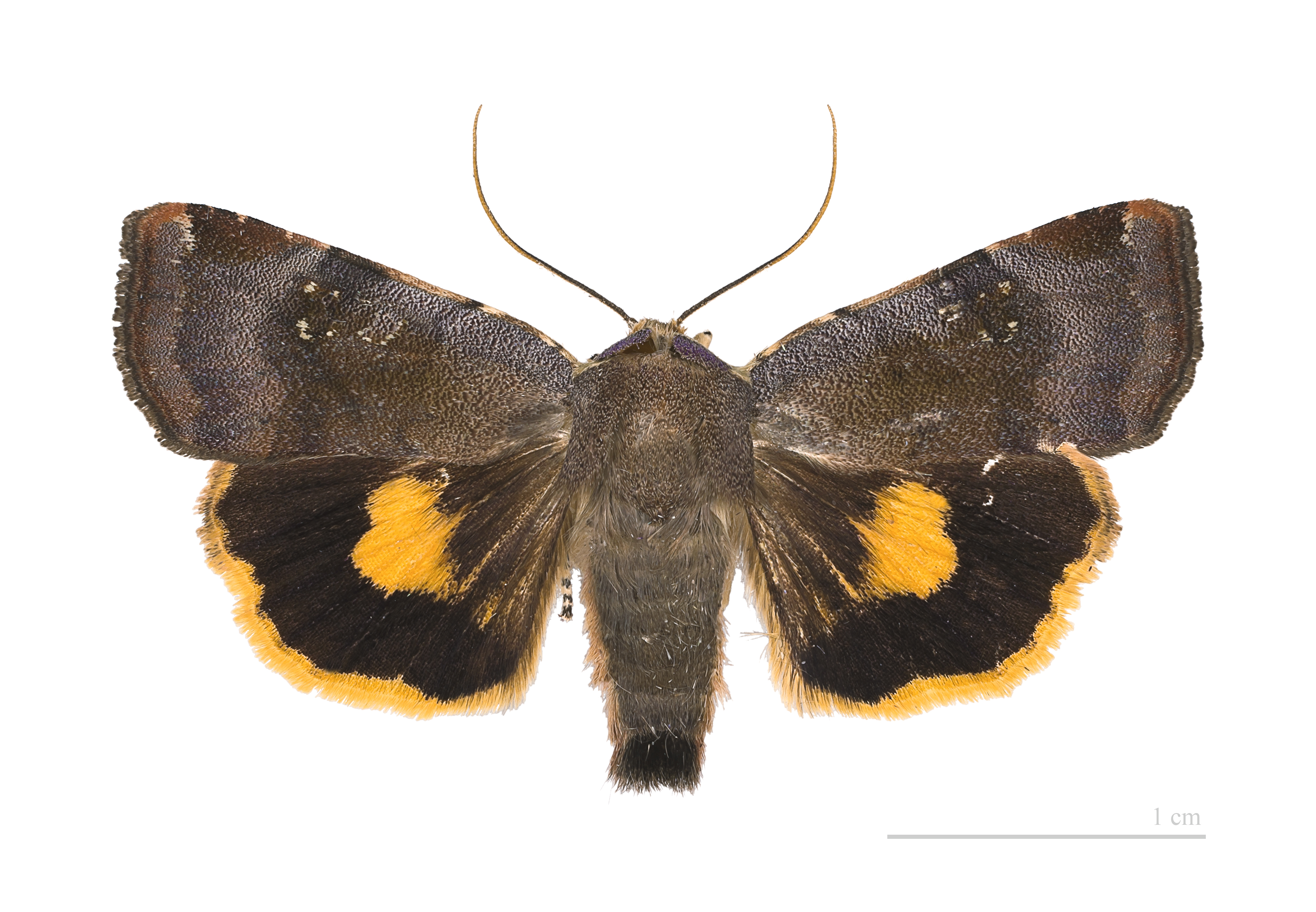
Preparerad (uppnålad) imago fjäril